# Bestemming Bereikt
Bestemming Bereikt is een Nederlands televisieprogramma dat sinds januari 2009 wordt uitgezonden door RTL 4.
In Bestemming Bereikt reist John Williams mensen achterna die in het buitenland een bijzondere gebeurtenis of ontmoeting te wachten staat. Elke dag vertrekken er vliegtuigen vanuit de hele wereld. John wacht de mensen op het vliegveld op en vraagt naar hun bestemming.